# Iwaki (718)

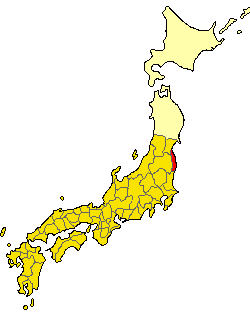
Kaart van de voormalige Japanse provincies met Iwaki in het rood

Iwaki (石城国, Iwaki-no kuni) is een voormalige provincie van Japan, opgesplitst in de huidige prefectuur Fukushima en prefectuur Miyagi. De provincie heeft slechts kort bestaan, van 718 tot ergens tussen de 722 en 724. Het maakte voor deze tijd deel uit van de provincie Mutsu. Tussen 722 en 724 werd de provincie weer bij Mutsu gevoegd.

## Districten
- Iwaki (石城郡)
- Shineha (標葉)
- Namekata (行方)
- Uta (宇太)
- Watari (曰理)
- Kikuta (菊多)

Aki · Awa (Kanto) · Awa (Shikoku) · Awaji · Bingo · Bitchu · Bizen · Bungo · Buzen · Chikugo · Chikuzen · Chishima · Dewa · Echigo · Echizen · Etchu · Fusa · Harima · Hi · Hida · Hidaka · Higo · Hitachi · Hizen · Hoki · Hyuga · Iburi · Iga · Iki · Inaba · Ise · Ishikari · Iwaki (718) · Iwaki (1868) · Iwami · Iwase · Iwashiro · Iyo · Izu · Izumi · Izumo · Kaga · Kai · Kawachi · Kazusa · Keno · Kibi · Kii · Kitami · Koshi · Kozuke · Kushiro · Mikawa · Mimasaka · Mino · Musashi · Mutsu · Nagato · Nemuro · Noto · Oki · Omi · Oshima · Osumi · Owari · Rikuchu · Rikuzen · Riukiu · Sado · Sagami · Sanuki · Satsuma · Settsu · Shima · Shimōsa · Shimotsuke · Shinano · Shiribeshi · Suo · Suruga · Suwa · Tajima · Tamba · Tane · Tango · Teshio · Tokachi · Tosa · Totomi · Toyo · Tsukushi · Tsushima · Ugo · Uzen · Wakasa · Yamashiro · Yamato · Yoshino